# Рафаел Стакјоти
Рафаел Стакјоти (лукс. Raphaël Stacchiotti; Луксмебург, 9. март 1992) луксембуршки је пливач чија специјалност су трке слободним и мешовитим стилом. Троструки је луксембуршки олимпијац, вишеструки учесник светских и веропских првенстава и национални рекордер. Са више од 40 освојених медаља један је од најуспешнијих спортиста у историји Игара малих земаља Европе. 
Као шеснаестогодишњак је учестовао на ЛОИ 2008. у Пекингу где је на свечаној церемонији отварања игара носио заставу своје земље, а такође је и најмлађи луксембуршки олимпијац икада.

## Спортска каријера
Званичан сениорски деби на међународној сцени имао је са свега 16 година, и то на ЛОИ 2008. у Пекингу где је носио заставу своје земље на свечаној церемонији отварања Игара. У Пекингу је Стакјоти наступио у трци на 200 метара слободно коју је у квалификацијама испливао у времену од 1:52,01 минута, што му је било довољно за 49. место у конкуренцији 58 такмичара.
Почетком јуна 2008. учестовао је на европском јуниорском првенству у Прагу где је у трци на 200 мешовито освојио прву званичну медаљу у каријери, златну. Свега две недеље касније дебитовао је светском сениорском првенству у Риму. Такмичио се и на светским првенствима у Шангају 2011, Барселони 2013, Казању 2015, Будимпешти 2017. и Квангџуу 2019. године. Најбољи резултат остварио је у Квангџуу где је у трци на 200 мешовито успео да се пласира у полуфинале у ком је заузео шеснаесто место.  
Стакјоти је учестовао и на олимпијским играма у Лондону 2012. и Рију 2016. године.